# Крихкість гірських порід
Кри́хкість гірськи́х порі́д (рос. хрупкость горных пород, нім. fragility of rocks, rock fragility, rock brittleness; нім. Sprödigkeit f der Gesteine n pl, Brüchigkeit f der Gesteine n pl) — властивість гірських порід (г.п.) порівняно легко рватися, ламатися або руйнуватися при статичному навантаженні без помітної залишкової деформації (не більше за 5 % від величини деформацій руйнування). 
Абсолютна більшість гірських порід належить до крихких матеріалів. Для гірських порід межа текучості дорівнює або наближається до межі міцності. Крихкість визначається мінеральним складом гірських порід, структурно-текстурними характеристиками і зовніш. умовами руйнування: температурою, швидкістю прикладення навантаження, його видом (розтягнення, стиск, зсув). Явище крихкого руйнування має місце при раптових викидах вугілля та гірських порід, а також при гірничих ударах у підземних виробках. 
Існує декілька різних способів віднесення гірських порід до крихких. Один з них відносить до крихких породи якщо їх кут внутрішнього тертя, який визначено за результатами дослідження в умовах тривісного стиснення, перевищує 37—43°. До пластичних віднесено породи з кутом внутрішнього тертя 18—25°, а породи між ними — до малопластичних. Вважається, що тільки гірські породи, які схильні до крихкого руйнування, здатні до раптових викидів та гірничих ударів. Розмір кута внутрішнього тертя, тобто схильність породи до крихкого руйнування залежить від розміру горизонтальних та вертикальних напружень.

## Дивись також
- Крихкість
- Крихкість мінералів